# HEXIM2
La proteína HEXIM2 es una proteína que en humanos está codificada por el gen HEXIM2.